# Sergio Toja
Sergio Toja (Luserna San Giovanni, 7 novembre 1923 – Bibiana, 24 gennaio 1944) è stato un partigiano italiano, medaglia d'oro al valor militare alla memoria.

## Biografia
Dopo l'8 settembre 1943 raggiunse le formazioni partigiane della V Divisione alpina "Giustizia e Libertà", che operava tra le valli Pellice, Germanasca e Angrogna e nel pinerolese. Diventato presto comandante di distaccamento, guidò - come ricorda la motivazione della decorazione al valore - numerose, audaci azioni contro i nazifascisti.
Dopo la morte di Sergio Toja, la V Divisione "Giustizia e Libertà" prese proprio il suo nome. Nel dopoguerra, a Torre Pellice gli è stata intitolata una strada, così come a Luserna San Giovanni.